# Sissian
Sissian (armenisch Սիսիան; auch als Sisian transkribiert; früher auch Sisavan, Sisawan; ehemaliger Name Qarakilsə) ist eine armenische Stadt in der Provinz Sjunik (historisch Sangesur). Sie liegt auf beiden Seiten des Worotan-Flusses in sechs Kilometer Entfernung südlich der Fernstraße Jerewan – Meghri. Auf dieser ist sie 217 Kilometer von der Landeshauptstadt Jerewan und 115 Kilometer von der Provinzhauptstadt Kapan entfernt. Der ehemalige turkische Name der Stadt Qarakilsə bedeutet Schwarze Kirche.
|  |  |

In Aghitu, fünf Kilometer südöstlich im Tal des Worotan, blieb ein Grabbau aus dem 6./7. Jahrhundert erhalten. Gut zehn Kilometer entfernt auf dieser Strecke liegen die Ruinen des Klosters Worotnawank und der Festung Worotnaberd.

## Söhne und Töchter der Stadt
- Aschot Awagjan (* 1958), Maler und Aktionskünstler
- Wahagn Chatschaturjan (* 1959), fünfter Staatspräsident Armeniens, ehem. Bürgermeister Jerewans u. Minister